# Hypnosen
Hypnosen er en svensk satirisk dramafilm fra 2023, der er skrevet og instrueret af Ernst de Geer. Filmen er hans spillefilmdebut som instruktør. Filmen handler om det svenske iværksætterpar Vera og André. Efter hypnose ændrer Vera totalt adfærd fra at være en evig pleaser til at udfordre sociale normer så grundigt, at det truer både parrets private og økonomiske forhold.
Den dansk-svenske skuespiller Asta August blev nomineret til den svenske filmpris Guldbaggen for bedste kvindelige hovedrolle for sin indsats som Vera.

## Handling
Iværksætterparret Vera og André har udviklet en app til brug for kvinder i udviklingslandene. De håber at få økonomisk succes med deres produkt. Inden et vigtigt seminar beder André Vera om at søge hypnosehjælp til at stoppe med at ryge. Hypnoseterapeuten mener imidlertid ikke, at Veras problem er rygning, men at hun er en patologisk pleaser, der altid forsøger at behage andre i stedet for at udtrykke sine egne ønsker og ideer. Det kurerer han eftertrykkeligt. Først tror man, at Vera blot har fået mere selvtillid, men hun opfører sig mere og mere socialt outreret, og til sidst må André forsøge at redde situationen, så parret ikke bliver frosset helt ud af det svenske iværksættermiljø.
Ifølge Filmmagasinet Ekkos anmeldelse virker de Geers mål som om, han forsøger at pille glansen af forretningsverdenens forlorne frelsere. Samtidig sår filmen tvivl om, hvorvidt Vera faktisk er hypnotiseret, eller hun blot gør gengæld for års underdanighed med en gang solid social sabotage.

## Medvirkende
- Asta Kamma August som Vera
- Herbert Nordrum som André
- Andrea Edwards som Lotta
- David Fukamachi Regnfors som Julian

## Modtagelse

### Danmark
Filmmagasinet Ekko gav filmen fem stjerner ud af seks mulige. Anmelderen kaldte filmen en forunderlig parodi på privilegerede storbysvenskere og samtidig en oprigtig skildring af, hvor ødelæggende det kan være for en person hele tiden at forsøge at gøre andre tilpas. Anmelderen roste også slutningen, som hun kaldte spektakulær og lige så forunderlig og tilfredsstillende som resten af filmen.